# Szanja
Szanja (egyszerűsített kínai írással: 三亚市, pinjin: Sānyà) prefektúra szintű város Kínában, Hajnan tartományban. Lakosainak száma 1 031 396 fő (2020).

## Népesség
| 2018 | 614 647   |
| 2020 | 1 031 396 |

## Testvérvárosok
- Habarovszk
- Cannes
- Cancún
- Benito Juárez Municipality